# حبيل لربع (حبيل جبر)

تعديل مصدري - تعديل

حبيل لربع هي إحدى قرى عزلة حبيل جبر بمديرية حبيل جبر التابعة لمحافظة لحج، بلغ تعداد سكانها 68 نسمة حسب تعداد اليمن لعام 2004.